# Seixo da Beira
Seixo da Beira is een plaats (freguesia) in de Portugese gemeente Oliveira do Hospital en telt 1722 inwoners (2001).